# Film indipendente
Un film indipendente è un film prodotto senza l'intervento di una grande casa di produzione come una delle principali di Hollywood. Può anche essere autoprodotto dal regista o coprodotto da privati, da alcuni degli attori o da istituzioni locali come le film commission.

## Caratteristiche tipiche
Le caratteristiche principali di questi film sono essenzialmente due: il basso costo e la completa libertà espressiva lasciata al regista, cosa questa che solitamente spaventa i grandi studi, che preferiscono evitare i film sperimentali per concentrarsi su progetti più sicuri e remunerativi. La cosa che generalmente contraddistingue, quindi, queste pellicole, riguarda il Soggetto che è molto più impersonato e cerca di staccarsi dai consueti stereotipi dei vari generi cinematografici, il che li rende dei film piuttosto complicati da produrre. Inoltre, difficilmente uno studio affida un film del costo di svariati milioni di dollari ad un regista esordiente, specie se ha intenzione di utilizzare attori sconosciuti.

## Storia
Un grande impulso ai film indipendenti si ebbe a metà degli anni ottanta con le prime videocamere, e più recentemente con i modelli digitali, che hanno permesso a schiere di giovani registi di evitare i costi proibitivi delle pellicole 35 mm, dei noleggi delle attrezzature, della stampa dei negativi, ecc. Anche la fase di post-produzione è ora molto più economica, grazie al significativo aumento delle prestazioni dei personal computer, all'introduzione dei DVD e al contemporaneo sviluppo di software semi-professionali sempre più sofisticati (utilizzati per il montaggio, la correzione del colore, i titoli di testa etc.).
La crescente popolarità dei film indipendenti ha costretto recentemente gli studi di Hollywood a creare delle piccole filiali per poter entrare a loro volta in questo nuovo mercato. Di conseguenza, oggi, non è più così netta la differenza fra ciò che è realmente indipendente e ciò che non lo è: per fare un esempio, il film Eternal Sunshine of the Spotless Mind, noto in Italia come Se mi lasci ti cancello, del 2004, considerato un film indipendente, vanta un cast che non sfigurerebbe in un grande blockbuster, la sceneggiatura di un autore pluripremiato, e un budget iniziale di decine di milioni di dollari. D'altra parte, attori di fama internazionale sono molto attratti dal fenomeno dei film indipendenti, tanto da arrivare ad autoridursi il compenso pur di prendere parte ai progetti più interessanti.

## Festival
L'aumento del numero di film indipendenti, soprattutto dei cortometraggi, ha portato alla nascita di una moltitudine di festival a loro dedicati. Fra di essi anche l'ormai famoso Sundance Film Festival fondato da Robert Redford. I film vincitori di questi piccoli festival, finiscono spesso per essere acquistati dai distributori internazionali, e quindi portati all'attenzione dei cinefili di tutto il mondo.

### Festival dedicati al cinema indipendente in Italia
- Rome Independent Film Festival
- Voghera Film Festival - a Voghera (PV). Concorso internazionale di cinema indipendente. Si tiene nella seconda settimana di Ottobre da più di 10 anni.
- Video Festival Imperia - Festival Internazionale d'Arte Cinematografica Digitale[1], si svolge ad Imperia la settimana del 25 aprile con il Patrocinio della Presidenza del Consiglio dei ministri, Ministero dello sviluppo economico, Ministero per i beni e le attività culturali, Direzione Generale per il Cinema, Regione Liguria, Provincia di Imperia, Comune di Imperia.
- Mostra Internazionale del Cinema Indipendente, si svolge a Celle Ligure l'ultima settimana di agosto.[2]
- Foggia Film Festival, promosso dalla Provincia di Foggia con in sostegno della Regione Puglia, nato nel 2001.
- Salento International Film Festival, si tiene a Tricase, nel Salento, ed è giunto nel 2006 alla terza edizione.
- Arrivano i corti (RM) - International short film festival[3] ampiamente orientato alle problematiche del diritto d'autore e della proprietà intellettuale, con grab.it!, un servizio che raccoglie una selezione dei numerosi lavori presenti in rete.
- Montecatini International Short Film Festival[4], nato nel 1949 è giunto nel 2008 alla sua 59ª edizione.
- Tentacoli Filmfestival - Festival del cinema Indipendente di Genere[5]. Nasce nel 2007 per iniziativa dell'Associazione culturale ACIG[6] e si svolge a Castel San Pietro Terme (Bologna).
- Epizephiry International Film Festival - Corto-mediometraggi, Film d'Animazione, Documentari e Videoclip musicali[7]. È una produzione di Azulejos International e si svolge a Sant'Ilario dello Jonio (Reggio Calabria).
- Kimera Film Festival (Termoli e Campobasso)[8] si svolgeva a Termoli (CB) per la fase di selezione dei cortometraggi e a Campobasso per le serate finali. Ha raggiunto nel 2020 la sua XVIII edizione. Dal 2013 si svolge esclusivamente a Termoli, generalmente in apertura del periodo estivo, all'aperto. L'edizione 2020, causa restrizioni COVID-19, si terrà esclusivamente on-line, dal 19 al 22 agosto[9].
- Visionaria International Film Festival è nato a Siena nel 1991, dal 2005 al 2013 si è tenuto a Piombino. Nel 2018 ha raggiunto la XXV edizione (nel 2011 e nel 2014 il festival non ha avuto luogo).
- Levante International Film Fest, nato a Bari nel 2003 e organizzato dall'associazione Nuove Produzioni Spettacolari. L'XI edizione, nel 2013, intitolata "Metropolis" si caratterizza per la creazione di una nuova sezione nella Capitale (Ponente International Film Fest) che ha l'intento di coinvolgere e far conoscere le attività e gli autori presenti nella rassegna anche al pubblico straniero.
- Cervignano FilmFestival, festival del film cortometraggio nato nel 2013 a Cervignano del Friuli per iniziativa del centro culturale R.S.M.
- Dieciminuti Film Festival[10], ideato nel 2005 dall'Associazione Culturale IndieGesta di Ceccano (FR). È una delle rassegne dedicate al cinema breve più importanti d'Italia.
- Interiora Horror Festival, si svolge a Roma dal 2009 ed è dedicato ad artisti e produzioni indipendenti nazionali ed internazionali.

## Distributori e produttori cinematografici indipendenti in Italia
- Atlantide Entertainment
- A.R.S. Film Roma Paolo Ferrantini
- Cattleya
- Colorado Film
- Fandango
- Innuendo Film
- Kàlama Film
- Lucky Red
- Melampo Cinematografica

- Officina Film
- Officine UBU
- Sacher Film
- Ierà
- WizArt Production (produttore)
- Tryangle Films
- Notorious Pictures
- Noeltan

## Produttori cinematografici indipendenti del Nord America
L'industria cinematografica su larga scala di "film commerciali" negli Stati Uniti si trova principalmente a Hollywood, mentre buona parte dei medi produttori cinematografici indipendenti si trovano a New York City. I seguenti "studios" sono considerati tra quelli prevalenti nell'ambito della cinematografia indipendente (agosto 2006):
- LionsGate
- A24
- Newmarket Films
- Searchlight Pictures
- Focus Features
- Sony Pictures Classics
- IDP Distribution
- Magnolia Pictures
- Paramount Classics
- Palm Pictures
- Picturehouse (Agli inizi Fine Line Features, prima dell'acquisto da parte della Time Warner del ramo di distribuzione della Newmarket, e della sua fusione con la "Fine Line" per creare la Picturehouse, una joint venture della HBO e della New Line Cinema)
- THINKFilm
- Miramax Films

Da notare come molte di queste case di produzione sopramenzionate siano in genere sussidiarie di "studios" cinematografici maggiori: per esempio, la Sony Pictures Classics è posseduta dalla Sony Pictures, ed è stata creata per sviluppare film meno commerciali, con film più concentrati sulla recitazione che sulle scenografie e gli effetti speciali, mentre la Fox Searchlight (responsabile del film Sognando Beckham, che si rivelò a sorpresa anche un grande successo commerciale) appartiene alla stessa compagnia che possiede la 20th Century Fox. Viene spesso affermato che queste case non siano degli studios "veramente" indipendenti dalle "Majors", dal momento che sono soltanto emanazioni delle loro enormi, potenti e politicamente conservative compagnie madri.
Oltre a queste compagnie "indipendenti" di altro profilo e con buon accesso alla distribuzione internazionale ed a brevi apparizioni nelle "sale accessorie", vi sono migliaia di piccole compagnie di produzione che producono film indipendenti ogni anno. Queste piccole compagnie riescono a distribuire i loro film soltanto in pochi paesi o regioni degli Stati Uniti, oppure a livello di circuiti cinematografici minori, facendo a meno di qualsiasi campagna pubblicitaria, e spesso contando sul guadagno nelle prime sale per ricevere finanziamenti e risorse per distribuire, pubblicizzare e proiettare i loro film su grande scala nazionale o internazionale.
Molti film indipendenti, dopo un "fiasco" in seguito alla proiezione in poche sale, diventano un fenomeno di successo durante la loro distribuzione su DVD, come ad esempio è avvenuto con il film di horror-fantascienza Donnie Darko (della Newmarket Films).